# ディドラクマ
ディドラクマは、新約聖書に登場するギリシアの銀貨である。1ディドラクマは2ドラクマである。労働者の2日分の賃金と等しかった。
ユダヤ人の間では1シェケルの2分の1と見なされた。20歳以上のユダヤ人男子が毎年、宮に納める金額であったので、文語訳聖書では「納金」、口語訳聖書では「納入金」、新改訳聖書では「宮の納入金」、新共同訳聖書では「神殿税」と訳され、いずれもディドラクマは使われていない。
また、新約聖書翻訳委員会訳「新約聖書」では、2ドラクマと訳されている。